# Малое Кожино
Малое Кожино — деревня в Белозерском районе Вологодской области.
Входит в состав Глушковского сельского поселения, с точки зрения административно-территориального деления — в Глушковский сельсовет.
Расположена на берегу озера Кожино. Расстояние по автодороге до районного центра Белозерска составляет 20 км, до центра муниципального образования деревни Глушково — 13 км. Ближайшие населённые пункты — Большое Кожино, Пушкино, Текарево, Харшино.
Население по данным переписи 2002 года — 4 человека.